# 中华关公蟹
中华关公蟹（学名：Dorippe sinica）为关公蟹科关公蟹属的动物。在中国大陆，分布于广东、海南等地，生活环境为海水，常见于15-50米水深的泥以及沙底。其生存的海拔范围为-50至-15米。
其种加词sinica，意为“中华的”。